# Зелен лимон
Лайм пренасочва насам.  За града в Съединените щати вижте Лайм (град).
Зелен лимон, наричан още лайм и по-рядко лимета, е названието на няколко различни цитруса, имащи формата на лимон, зелени до жълти на цвят, 3 до 6 см в диаметър и често асоциирани с лимона.

## Видове
Най-често срещани на пазара зелени лимони са малкият, жълтеникав кий лайм (Citrus aurantifolia) и по-големият, зелен персийски лайм (Citrus × latifolia). Други видове зелен лимон са мандаринов лайм (Citrus limonia), кафиров лайм (Citrus hystrix), различните австралийски лаймове, испански лайм (Melicoccus bijugatus), див лайм (Adelia ricinella), сладък лайм (Citrus limetta), палестински сладък лайм (Citrus limettioides), и мускусен лайм (X Citrofortunella mitis)

## Употреби

### Зелен лимон в напитките
Зеленият лимон и по-точно неговият сок се използват в питиета, като например лаймада (по подобие на лимонада). По време на Кримската война британските власти закупуват 238 000 галона сок от лайм и от лимон, благодарение на които успяват да предотвратят разпространението на скорбут сред войските. Често сокът от лайм е купуван от Сицилия. Съдържал е 10% алкохол, което е позволявало по-дългото му съхранение.
Алкохолните коктейли с лайм включват джин с тоник, маргарита, мохито и Куба либре, а много други напитки могат да се гарнират с тънък резен зелен лимон.
Обикновено със зелен лимон се консумира текилата. Бирата често се сервира със зелен лимон в Мексико, както и в някои други страни. Сокът от лайм се използва и в някои безалкохолни напитки.

### Зеленият лимон в готвенето
В готварството зеленият лимон е ценен както заради киселостта на сока си, така и заради аромата на кората си. Използва се в тако и пай с лайм, традиционен десерт от Флорида. Често се използва в мексиканската кухня. Освен това листата на кафировия лайм се използват в ястия в страни от Югоизточна Азия, например в Индонезия, Лаос, Камбоджа и Тайланд. Използването на изсушени зелени лимони като аромат е типично за персийската кухня.

### Други употреби
За защита от скорбут през 19 век моряците всеки ден взимали цитруси като лайма. По-късно е открито, че този техен положителен ефект се дължи на съдържанието на витамин C в тях.
Екстракти от зелен лимон често се използват в парфюми, почистващи продукти и в ароматерапията.

### Организации за зеления лимон
AFABLE (Association For A Better Lime Experience) е създадена през 2002. Тази организация се стреми да популяризира зеления лимон в ежедневното готвене. Членовете на AFABLE вярват, че зеления лимон е най-ароматният и вкусен цитрус.

## Производство
Според СТО Мексико е произвело почти 12% от лимоните и зелените лимони в света през 2005, следвано от Индия, Аржентина, Иран и Бразилия.

## Галерия
- Резенчета зелен лимон често се използват в напитки.
- Зелени лимони на зеленчуков щанд.